# Pisy
Pisy ist eine französische Gemeinde mit 80 Einwohnern (Stand 1. Januar 2022) im Département Yonne in der Region Bourgogne-Franche-Comté (vor 2016 Burgund); sie gehört zum Arrondissement Avallon und zum Kanton Chablis (bis 2015 Guillon).

## Geographie
Pisy liegt etwa sechzig Kilometer südöstlich von Auxerre. Umgeben wird Pisy von den Nachbargemeinden Châtel-Gérard im Norden und Nordwesten, Bierry-les-Belles-Fontaines im Nordosten, Vassy-sous-Pisy im Osten, Corsaint im Südosten, Vignes im Süden und Südwesten sowie Santigny im Westen und Nordwesten.

## Bevölkerungsentwicklung
| Jahr                      | 1962 | 1968 | 1975 | 1982 | 1990 | 1999 | 2006 | 2013 |
| Einwohner                 | 151  | 130  | 105  | 107  | 90   | 80   | 68   | 61   |
| Quelle: Cassini und INSEE |      |      |      |      |      |      |      |      |

## Sehenswürdigkeiten

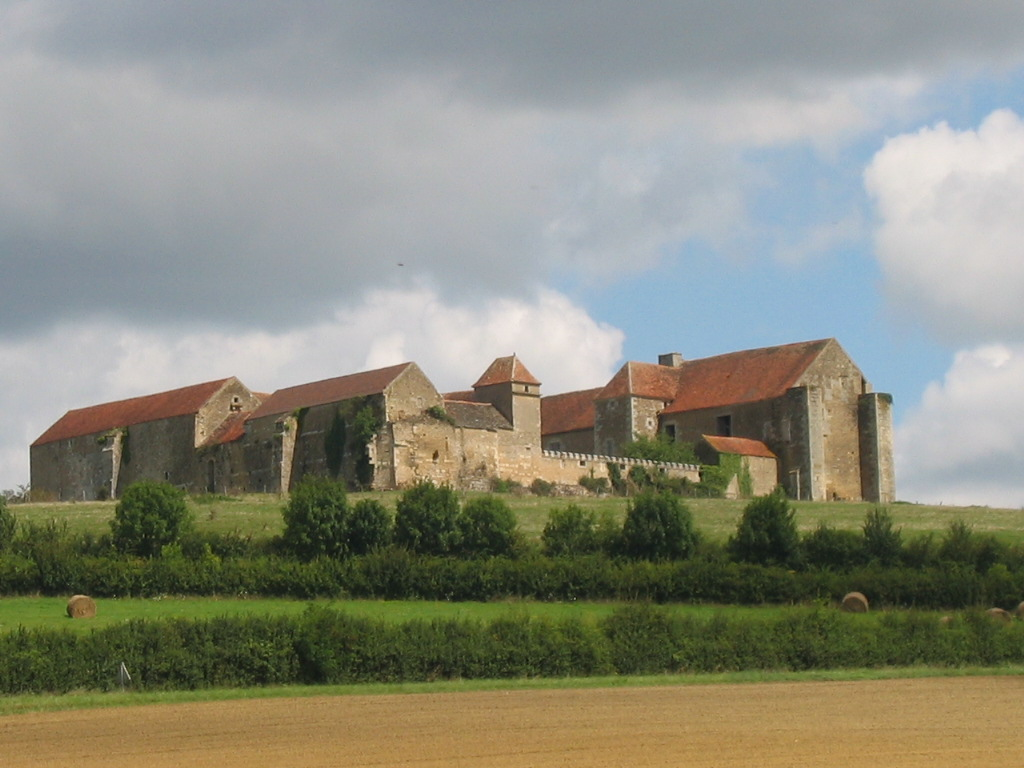
Schloss Pisy

- Kirche Saint-Germain aus dem 12. Jahrhundert
- Schloss Pisy